# Svjetsko prvenstvo u alpskom skijanju 1974.
23. svjetsko prvenstvo u alpskom skijanju održano je u St. Moritzu u Švicarskoj od 3. – 10. veljače 1974. godine.